# Mabon (prénom)
Mabon est un prénom masculin gallois.
- Pour l'ensemble des articles sur les personnes portant ce prénom, consulter :
  - la liste des articles dont le titre commence par ce prénom
  - les listes produites par Wikidata : Liste des personnes de prénom « Mabon » — même liste en incluant les éventuels prénoms composés qui contiennent « Mabon ».

## Étymologie
À rapprocher du gaulois mapono signifiant fils.

## Variante
Prénom féminin : Mabyn (cornique)

## Célébrités

### Légende
- Maponos, dieu celte de la jeunesse, assimilé à Apollon. Son culte est surtout connu parmi les officiers de l'armée romaine dans le nord de la Grande-Bretagne. Il aurait été également vénéré en Gaule.

### Personnage
- Mabon est aussi, dans le conte gallois Kulhwch et Olwen, le fils de la déesse galloise Modron, qui aurait donné son nom au célèbre recueil médiéval de légendes galloises, le Mabinogi. On le retrouve en Irlande sous le nom de Mac ind'Oc, fils du dieu suprême le Dagda.

### Saint
- Sainte Mabyn est l'une des filles de saint Brychan, qui aurait fondé Saint Mabyn, en Cornouailles. On la fête le 21 septembre.

## Source
- Alain Stéphan, Tous les Prénoms celtiques, Éditions Jean-Paul Gisserot, Collection Terre des Celtes  (ISBN 2877473953)